# مسيحيو نجران
مسيحيو نجران أو نصارى نجران هم مجتمع عربي مسيحي نشأ في نجران في جنوب السعودية في القرن الخامس الميلادي.

## نجران قبل المسيحية
كان سكان نجران وثنيين ويقدسون نخلة طويلة كما ذكرت المصادر الإسلامية  واعتناقهم للمسيحية ورد فيه الشي القليل ويعتقد حسب المصادر الإسلامية أن سبب دخولهم هو دعوة فيميون بينهم. كانت نجران مركزا تجاريا مهما ومحطة لإستراحة القوافل وتخضع لسلطان الدولة الحميرية  فيما تشير روايات أخرى أن ملوك بيزنطة أرسلوا مبشرين إلى اليمن واعتنق ملوك حمير المسيحية  وكان أهل نجران والمسيحيين في اليمن أرثوذكسية 

## ذو نواس الحميري
لا يوجد نص صريح يشير إلى إحراق يوسف أسار يثأر لأعدائه. ولكن إحراق المدن وإتلافها كان أمرا مألوفا عند ملوك اليمن القديم ولكن الإشارات واضحة للأحباش ومن عاونهم من قبائل نجران. توجه ذو نواس أول الأمر إلى ظفار يريم وأنزل جيشه هزيمة بالأحباش والقبائل المعاونة لهم ويظهر النص افتخارا وتعظيما للقبائل ورؤسائها الذين كانوا في جيش ذو نواس فاستولى على «قلسن» (كنيسة) في ظفار وهدمها ثم اتجه نحو قبيلة «أشعرن» (الأشاعرة) وقتل منهم خلق كثير ثم اتجه نحو مخن (المخا) وهدم كنيستها كذلك  وبلغ عدد القتلى من الأحباش والقبائل المسيحية في حملته على ظفار والمخا ثلاثة عشر ألف قتيل، وأسر تسعة آلاف وخمسمائة وغنم 280 ألف رأس من الماشية  ثم اتجه إلى نجران، وهناك التقى بقبائل همدان وكندة ومذحج وذكرت الأخيرتين بأنهما كانا من الأعراب البدو. وأنزل ذو نواس وهذه القبائل هزيمة بالأحباش وقبائل نجران وهدموا كنيسة نجران ولكن لا شيء يشير إلى عملية إحراق. بلغ عدد القتلى إثنا عشر ألف وخمس مئة وسبي إحدى عشر ألف  القرآن ذكر قصة أصحاب الأخدود ولكنه لم يشر إلى اسم ذو نواس أو يوسف أسار ولا أسماء القبائل وأكتفى القرآن بذكر ماحل بالمسيحيين في سورة البروج وأشار القرآن إلى أخدود وعملية إحراق وكان ذكرها مختصرا للغاية  ويقول القرآن أنهم كانوا على التوحيد الإسلامي الكتابات البيزنطية تشير صراحة إلى حريق في نجران وتذكر النصوص البيزنطية ذو نواس باسم «داميانس» و «دونان» وإشارات إلى مذابح في حضرموت ومأرب كذلك  روى السريان أحداثا مفزعة تظهر قسوة وجدية من قبل يوسف أسار في الحفاظ على ملك الحميريين. روي أن الجنود الحميريين كانوا يصبون الزيت على رؤوس النساء ويحرقوهم أحياء  وقد تكون المصادر السريانية بالغت في تصوير الأحداث إذ جاء في  كتاب الحميريين  السرياني حوار دار بين امرأة من نجران تدعى حبسة بنت حيان وذو نواس واستبق شمعون الأرشمي التفاصيل بجملة:«إخواننا وأخواتنا وأمهاتنا وأبائنا الذين استشهدوا لأجل المسيح» 
 بعد فشل الغزو الأكسومي وفشل المسيحيين في إسقاط ذو نواس، أمد الملك البيزنطي جستين الأول ملك أكسوم كالب بقوات استطاعت إسقاط حمير عام 527 ميلادية وقتل سميفع أشوع في المعارك 

## ظهور الإسلام
أتى وفد من نجران في عام الوفود إلى المدينة المنورة، وكانوا قد أرادوا مباهلة محمد فخرج ومعه علي وفاطمة والحسن والحسين فلما رأوهم قالوا: «هذه وجوه لو أقسمت على الله أن يزيل الجبال لأزالها، ولم يباهلوه، وصالحوه»، على ألفي حلة، ثمن كل حلة أربعون درهما:
- أن يضيفوا رسل رسول الله.
- ألا يفتنوا عن دينهم.
- أن لا يأكلوا الربا ولا يتعاملوا به.

هناك مصادر تشير إلى أن المسيحية بقيت في نجران حتى القرن الميلادي التاسع (القرن الهجري الثالث) 
بل إن أول إمام زيدي على اليمن (897–911) وقع وثيقة مع يهود ومسيحيين في نجران  ومصدر آخر يشير إلى القرن الميلادي الثالث عشر